# Monika Žídková
Monika Žídková, provdaná Brzesková (* 11. června 1977 Kravaře), je bývalá česká modelka, Miss České republiky 1995 a Miss Europe 1995, podnikatelka, příležitostná moderátorka. Od roku 2014 je starostkou města Kravaře na Opavsku a od roku 2020 zastupitelkou Moravskoslezského kraje, od roku 2022 členka a od roku 2024 také místopředsedkyně KDU-ČSL.

## Život
Vystudovala Střední pedagogickou školu v Krnově. Potom studovala na Ostravské univerzitě obor Učitelství pro nižší stupeň.
V roce 1993 se jako šestnáctiletá stala Miss Krnov a zvítězila také v kategorii Miss publikum v tamější soutěži krásy. Obdržela od poroty titul Miss Rýmařov v roce 1994. Dominovala s prvním místem nejdříve na Miss severní Moravy a poté na Miss Moravia v roce 1995.
Vyhrála soutěž krásy Miss České republiky v roce 1995. Poté ČR reprezentovala na mezinárodní soutěži krásy Miss Europe, kde také zvítězila. V České republice byla vyhlášena[kdo?] jako Miss tisíciletí. Žídková se stala vítězkou ankety Nejoblíbenější miss historie na finálovém večeru v roce 2011, kdy byla soutěž Miss České republiky spojena se soutěží Česká Miss.
Zúčastnila se druhé řady taneční soutěže StarDance …když hvězdy tančí v roce 2007.
Má sestru Lucii. Je vdaná za manžela Petra Brzesku. Založila a spoluvlastní s manželem firmu Miss cosmetic, která se zabývá přírodní kosmetikou. Mají dvě děti – dceru Nikol a syna Davida.

## Politika
V komunálních volbách v roce 2006 byla zvolena jako nezávislá zastupitelkou města Kravaře, a to za uskupení „Sdružení nezávislých kandidátů – Za Kravaře prosperující“. Ve volbách v letech 2010 a 2014 pak mandát za stejné uskupení obhájila. Na ustavujícím zasedání zastupitelstva byla 12. listopadu zvolena starostkou. O čtyři roky později kandidovala jako nestranička do zastupitelstva jako lídryně kandidátky KDU-ČSL. Strana ve volbách zvítězila a starostkou byla Monika Brzesková zvolená i napodruhé.
V krajských volbách v roce 2020 byla zvolena z pozice nestraničky za KDU-ČSL zastupitelkou Moravskoslezského kraje. Původně figurovala na 7. místě kandidátky, vlivem preferenčních hlasů ale skončila druhá.
V komunálních volbách v roce 2022 obhájila post starostky Kravař, tentokrát již jako členka KDU-ČSL. V krajských volbách v roce 2024 obhájila jako členka KDU-ČSL mandát zastupitelky Moravskoslezského kraje, a to na kandidátce subjektu „SPOLU MSK“ (tj. ODS, KDU-ČSL a TOP 09).
Na sjezdu strany v říjnu 2024 byla zvolena řadovou místopředsedkyní strany.
Ve volbách do Poslanecké sněmovny PČR v roce 2025 kandiduje z pozice členky KDU-ČSL na 2. místě kandidátky koalice SPOLU (tj. ODS, KDU-ČSL a TOP 09) v Moravskoslezském kraji.